# دانيال سيفيرينو
دانيال سيفيرينو (بالإنجليزية: Daniel Severino)‏ (11 فبراير 1982 بسيدني في أستراليا - ) هو لاعب كرة قدم أسترالي في مركز الوسط. لعب مع سلايما واندريرز وسيدني إف سي وغولد كوست يونايتد وماركوني ستاليونز ونادي بياتشينزا ونادي سيدني أوليمبيك ونادي ميلوول وKeflavík ÍF ‏ وUmeå FC ‏ ونادي لاوتوكا وMounties Wanderers FC ‏ وBonnyrigg White Eagles FC ‏.

## وصلات خارجية
- دانيال سيفيرينو على موقع قاعدة بيانات كرة القدم.إي يو (الإنجليزية)